# Open systeem

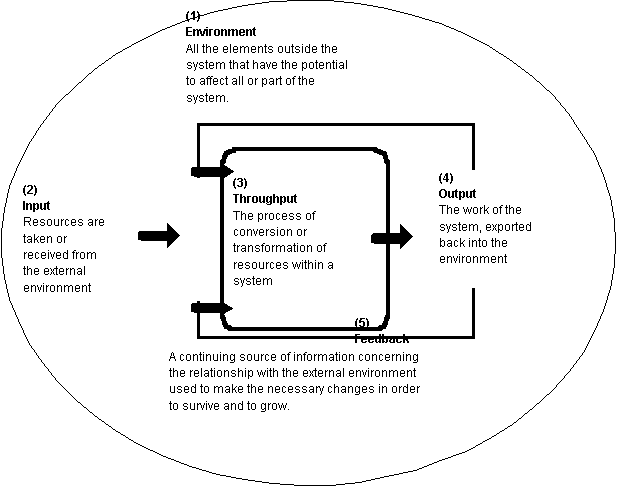
Opensysteemmodel

Een open systeem is een systeem dat voortdurend interageert met zijn omgeving en daarbij al zijn inherente kenmerken behoudt, waaronder de openheid zelf. Een voorbeeld van een open systeem is een dissipatief systeem.
Open systemen zijn meestal ook complexe systemen en staan in tegenstelling tot gesloten systemen. Een combinatie van deze twee - dus een systeem dat het ene of het andere kenmerk vertoont naargelang het soort invloed - komt slechts zelden voor.
De vier fundamentele kenmerken van de werking van open systemen zijn een omgeving, invoer, doorvoer en uitvoer (Eng. environment / input / throughput / output). Sommige open systemen vertonen bovendien nog een vorm van feedback. 

## Verschillende toepassingen
Het begrip "open systeem" werd eerst alleen gebruikt in de thermodynamica, sinds de jaren 50 van de 20e eeuw is het ook gangbaar in de systeemtheorie. Aan het begin van de 21e eeuw wordt de term "open systeem" voornamelijk gebruikt in de natuurwetenschap en de sociale wetenschappen.
In de natuurkunde en aanverwante disciplines is een open systeem een systeem dat zowel massa als een (in theorie oneindige) hoeveelheid energie in een bepaalde vorm (zoals warmte en licht) uitwisselt met zijn omgeving. Een systeem dat gesloten is, daarentegen, wisselt alleen energie uit en geen materie. 
- Een voorbeeld van een dergelijk open thermodynamisch systeem is een kookpan; deze laat energie toe in de vorm van warmte en materie in de vorm van waterdamp.
- Een ander voorbeeld van een open natuursysteem is dat van de stralingsenergie; de bron hiervan is zonlicht, en dit wordt beschouwd als een in principe oneindige energiebron (strikt genomen is dit uiteraard niet juist, aangezien de zon haar leven op den duur als zwarte dwerg zal beëindigen).

In de informatietechnologie is een open systeem een werkomgeving die interoperabiliteit en platformonafhankelijkheid mogelijk maakt dankzij een open interface en specificatie.
In de biologie worden organismen als open systemen beschouwd, omdat ze negentropie (het tegenovergestelde van entropie) importeren. Ecosystemen zijn open systemen omdat ze levende en niet-levende materialen uitwisselen met naburige ecosystemen, bijvoorbeeld stromend water en bodemmateriaal, organismen door migratie en door zaadverspreiding.
In de sociale wetenschappen (met name de sociologie) is een open systeem een systeem dat kapitaal, energie, mensen, materiaal en informatie uitwisselt met zijn omgeving. 
Zowel in de biologie als in de sociale wetenschappen wordt door middel van entropie-export de redundantie verhoogd, aangezien de op deze manier opgebouwde elementen alleen maar potentieel benut worden.